# Carl de Keyzer
Carl de Keyzer (n. 27 de diciembre de 1958, Cortrique (Kortrijk)) es un fotógrafo belga que pertenece a la agencia Magnum.
Entre 1982 y 1989 fue profesor en la Academia Real de Bellas Artes de Gante (KASK), al mismo tiempo estuvo colaborando en la Galería XYZ-Photography y trabajando como fotógrafo independiente hasta que en 1990 fue propuesto para entrar en la agencia Magnum en la que se integró como miembro en 1994.
Pertenece, desde 2011, a la Real Academia Flamenca de Ciencias y Artes de Bélgica.